# Televideo TS-803
O TeleVideo TS-803 foi um computador pessoal multiusuário fabricado pela TeleVideo e sucedeu ao TS-802.

## História
O TS-803 era uma versão "repaginada" do TS-802, com um novo gabinete, onde a placa-mãe e os drives foram montados na vertical, à direita do monitor de 14" (considerado grande para a época, onde 12" era o padrão). O teclado também foi aperfeiçoado, incorporando 16 teclas de função programáveis e 10 teclas específicas para edição de texto. Outro detalhe inovador foi a presença de um descanso para os pulsos no teclado, prenunciando uma preocupação com a ergonomia que só se tornaria corrente anos mais tarde. Outra característica incomum em máquinas CP/M era a existência de um modo gráfico de 640×240 pixels.
Como seu antecessor, o TS-803 também teve duas versões. O modelo padrão possuía dois acionadores de disquete de 5" 1/4, e a versão TS-803H incluía apenas um acionador e um HD de 10 MiB.
Com design idêntico, mas tendo por base uma UCP Intel 8088, a TeleVideo lançou na mesma época o TS-1603, máquina de 16 bits capaz de executar os SOs CP/M-86 e MS-DOS.

## Características (TS-803)
| UCP           | Zilog Z80A em 4,00 MHz                                                                                   |
| RAM           | 64 KiB—128 KiB (máxima); 32 KiB de VRAM.                                                                 |
| ROM           | 8 KiB |
| Teclado       | mecânico, 117 teclas, com 16 teclas de função, 10 teclas de edição de texto e teclado numérico reduzido. |
| Display       | monocromático, texto (80x25) e gráfico (640x240).                                                        |
| Som           | alto-falante embutido                                                                                    |
| Portas        | 2 RS232, uma porta de expansão TeleVideo para mouse                                                      |
| Armazenamento | 2 drives de 5" 1/4 com capacidade de 368 KiB cada. Um acionador e um HD de 10 MiB no modelo TS-803H.     |

## TeleVideo TS-803 na cultura popular
- O TS-803 tem um papel de destaque no filme Pretty in Pink de 1986. Na cena da biblioteca, aparecem vários computadores conectados em rede local, e Blane usa um TS-803 para digitalizar uma foto (na época, uma impossibilidade prática para esta máquina) e apresentar-se para a "garota de rosa choque", Andie.[1]